# 马库
马库（Makhu），是印度旁遮普邦Firozpur县的一个城镇。总人口12173（2001年）。

## 人口
该地2001年总人口12173人，其中男性6362人，女性5811人；0—6岁人口1707人，其中男918人，女789人；识字率60.77%，其中男性为64.95%，女性为56.19%。